# (3859) Börngen
(3859) Börngen – planetoida z grupy pasa głównego asteroid okrążająca Słońce w ciągu 5,72 lat w średniej odległości 3,2 j.a. Została odkryta 4 marca 1987 roku w Lowell Observatory, (Anderson Mesa Station) w Flagstaff przez Edwarda Bowella. Nazwa planetoidy została nadana na cześć Freimuta Börngena, niemieckiego astronoma, odkrywcy 533 planetoid. Przed nadaniem nazwy planetoida nosiła oznaczenie tymczasowe (3859) 1987 EW.